# Las Lomas (Coclé)
Las Lomas es un corregimiento del distrito de La Pintada en la provincia de Coclé, República de Panamá. La localidad tiene 2.072 habitantes (2010)....Este corregimiento esta formado por las comunidades de : Loma Bonita , La Trinidad ( también llamada la Loma), La Mina , Calabazo #1, Ojo de Agua , Bajo Grande...
Es un corregimiento que esta en crecimiento desde su fundación...Ha tenido un cambio profundo en cuanto a la urbanización entre otros como el fluido eléctrico....

## Religión
La mayoría de la población de Las Lomas profesa la religión católica , seguida de otras congregaciones como los testigos de Jehová , El séptimo Día ...entre las más destacadas...
Festividades Religiosas: se destacan las católicas entre las que están , las celebraciones de Santos como patrono de sus comunidades los están.
En la  comunidad de Ojo de Agua se celebra la festividad de el Santo San Sebastián para el mes de enero, en la comunidad de Bajo Grande se destaca  la celebración de la virgen de Fátima a mediados de mayo, también está la celebración de otras festividades como la santísima trinidad en la comunidad de la Trinidad (La Loma) esta fiesta es movible lo cual se realiza en ocasiones en finales de mayo o en junio, también esta la festividad de San Antonio de Padua en la comunidad de Loma Bonita el 13 de junio y por último las celebraciones en las comunidades de la Mina  donde celebra la medalla milagrosa a finales de noviembre y la comunidad de Calabazo # 1 donde se realiza la Inmaculada Concepción de María. Entre otras festividades religiosas están la Semana Santa , día de todos los santos  y los difuntos... también se realizan cultos y retiros por parte de otras congregaciones.